# Will Glahé
Will Glahé, (Elberfeld, 12 de febrero de 1902 - Rheinbreitbach, 21 de noviembre de 1989). Fue un acordeonista alemán, compositor, y director de banda.
El estudio en el Hochschule für Musik und Tanz Köln. En los años `30, él fue, junto a Heinz Munsonius y Albert Vossen, uno de los acordeonistas de más éxito en Alemania. Dirigió su propia orquesta a partir de 1932 y se convirtió en todo un éxito, particularmente en la música popular.
Una de sus más famosas canciones en Alemania fue su éxito grabado de 1936, of "Rosamunde" ("Pinkmouth", un nombre femenino alemán), una versión de la canción "Škoda lásky" ("El amor perdido") de Jaromir Vejvoda. Bajo el título de la Polka "El Barrelito", ocupó el puesto número #1 en los Hit Parade de los Estados Unidos en 1939. Después de la Segunda Guerra Mundial, él fue conocido como el "Rey de la Polca" en los Estados Unidos, y no tanto por su big band y los arreglos de música folclórica de su orquesta.
Su "Polca Liechtensteiner", fue también un éxito en los EE. UU., alcanzando la posición #16 en el Billboard Hot 100 de 1957.